# FC Hennef 05
Der FC Hennef 05 ist ein Sportverein aus der nordrhein-westfälischen Stadt Hennef im Rhein-Sieg-Kreis mit den Sportarten Fußball und Handball.

## Geschichte
Im Jahr 1916 wurde in der Gaststätte Waldfrieden der Verein Viktoria Geistingen gegründet. 1924 schlossen sich die Fußballer der damals noch getrennten Gemeinden Hennef und Geistingen in der Viktoria Hennef-Geistingen zusammen. Aber bereits 1929 trennten sich die Ortsteile fußballerisch wieder: Es entstanden die Spiel- und Sportvereinigung Geistingen auf der einen und Viktoria Hennef auf der anderen Seite. 1938 wurden die Spiel- und Sportvereinigung Geistingen, der Verein Viktoria Hennef und der 1895 gegründete Hennefer Turnverein zum Turn- und Rasensportverein TuRa Hennef zusammengeschlossen. 1945 erhielt der Hennefer Turnverein seine Selbstständigkeit zurück, der SSV Geistingen lebte nicht wieder auf und die vormalige Viktoria behielt den Namen TuRa Hennef.
In die 1950er Jahre fällt die erfolgreichste Zeit des Fußballs in Hennef. 1950 stieg man in die Landesliga Mittelrhein auf, damals die dritthöchste Spielklasse im deutschen Fußball. Nach dem Abstieg im Jahre 1952 stieg man postwendend wieder auf und qualifizierte sich in der Saison 1955/56 als Tabellensiebter für die neu gegründete Verbandsliga Mittelrhein. Bis 1959 hielt sich der Verein in der Drittklassigkeit.
Nach schwächeren Jahren, insbesondere Ende der 1960er und Anfang der 1970er Jahre, spielte die 1. Mannschaft ab 1985 in der Landesliga, in die 2002 auch der 1968 gegründete FC Geistingen aufstieg. Zum Abschluss der Saison 2002/03 stieg TuRa Hennef in die Verbandsliga auf, konnte sich dort aber nur eine Spielzeit halten.
2005 fusionierten TuRa Hennef und FC Geistingen zum FC Hennef 05. Im Jahr 2007 stieg die 1. Fußballmannschaft der Herren in die Verbandsliga Mittelrhein auf, der man, nach zwischenzeitlichem Abstieg in die Landesliga im Jahr 2009, ab 2010 wieder angehörte.
2012 gewann der FC Hennef den Mittelrheinpokal durch einen 3:0-Finalsieg in Bonn gegen FC Erftstadt und qualifizierte sich damit für den DFB-Pokal. Der Fünftligist nahm an dem Wettbewerb zum ersten Mal in seiner Vereinsgeschichte teil. In der 1. Runde traf der FCH auf den Zweitligisten TSV 1860 München. Das Spiel, welches im Bonner Sportpark Nord ausgetragen wurde, ging mit 0:6 verloren. Die Saison in der Mittelrheinliga beendete man als Tabellenerster, verzichtete aus finanziellen Gründen aber auf den möglichen Aufstieg in die Regionalliga West.
Wie bereits in den beiden Jahren zuvor gewann der FC Hennef auch in der Saison 2013/14 die Mittelrheinliga. Diesmal wagte man jedoch den Aufstieg in die Regionalliga West und trat dort in der Spielzeit 2014/15 an. Hennef beendete die Saison auf Platz 18 und musste nach einer Saison wieder absteigen.  Zwei Jahre später gelang der Klassenerhalt nur, da keine mittelrheinische Mannschaft aus der Regionalliga abstieg. In der Saison 2022/23 wurden die Hennefer Meister der Mittelrheinliga, verzichteten aber aufgrund finanzieller Schwierigkeiten auf den Aufstieg in die viertklassige Regionalliga. Neuer Trainer wurde Fatih Özyurt, nachdem Sascha Glatzel gegangen war.

## Erfolge
- Aufstieg in die Regionalliga West: 2014
- Meister der Mittelrheinliga: 2012, 2013, 2014, 2023
- Vizemeister der Mittelrheinliga: 2018
- Mittelrheinpokalsieger: 2012
- Kreispokalsieger: 2005, 2008, 2012, 2015, 2019

## Persönlichkeiten
- Heinrich „Hein“ Bölingen, Rekordtorschütze (über 850 Tore), Ehrenspielführer und im Jahr 2000 von den Vereinsmitgliedern gewählter „Jahrhundertfußballer“ des TuRa Hennef[14]
- Thorsten Burkhardt
- Friedel Dresbach, DFB-Pokalsieger 1960 mit Borussia Mönchengladbach[15]
- Markus Dworrak
- Armin Görgens
- Verena Hagedorn
- Robert Leipertz
- Max Lunga
- Paul Mebus
- Luca de Meester
- Hermann-Josef Werres
- Sertan Yiğenoğlu